# Andrew McPherson
L'Oficial de Vol Andrew McPherson DFC (1918–1940) fou un pilot del Comandament de Bombarders de la RAF durant els inicis de la Segona Guerra Mundial.
En McPherson és conegut per ser el pilot del bombarder Bristol Blenheim N6125 del 139è Esquadró de la RAF; el primer avió Britànic en creuar el canal de la mànega i arribar a territori alemany després de l'esclat de la guerra (després que el Regne Unit declarés la guerra a Alemanya. El 3 de setembre sortí en la seva primera missió de vol per localitzar vaixells enemics a la costa del nord d'Alemanya; la flota alemanya ancorada als afores de la vila de Schillig, prop del port de Wilhelmshaven des d'una alçada de 24.000 peus.
Aquell dia alçà el vol des de la base de la RAF a Wyton; era un dia fred i emboirinat així doncs l'avió es començà a glaçar. Entre els vaixells que detectaren aquell dia observaren l'Admiral Scheer i el creuer lleuger Emden.
No pogueren informar de la situació fins que no arribaren a la base, car la seva ràdio no funcionava. Només arribar el comandament decideix enviar un grup de 15 Blenheims dels esquadrons de la RAF 107, 110 i 139 l'endemà. Les condicions climàtiques eren adverses i així cap dels bombarders encerta l'objectiu. 4 aparells de l'esquadró 107 són abatuts i dos dels seus tripulants que sobreviuen són els primers presoners del Comandament de Bombarders en ser fets presoners a la Segona Guerra Mundial. Un altre avió de l'esquadró 110 fou abatut i s'estavellà a la coberta del creuer Emden (el cognom del pilot mort era també Emden).
En reconeixement de les seves accions de vol i per camuflar el desastre de les primeres operacions l'Oficial de Vol McPherson i el comandant d'un dels esquadrons enviats són condecorats amb les dues primeres Creus de Vol de la guerra; condecoracions que imposa el mateix Jordi VI. El 12 de maig de 1940 és abatut i mort per un Messerschmitt Bf 109 alemany quan bombardejava columnes de cuirassats a Bèlgica.